# راقصة الشوارع 3D (فلم هندي 2020)
راقصة الشوارع 3D (بالإنجليزية: Street Dancer 3D) هو فيلم رقص باللغة الهندية عام 2020 من إخراج ريمو ديسوزا وإنتاج بوشان كومار وديفيا خوسلا كومار وكريشان كومار وليزيل ديسوزا تحت راية تي سيريز و ار دي إنترتينمنت. الفيلم من بطولة فارون دهاوان وشرادها كابور وبرابهو ديفا مع نورة فتحي. تم تأليف الموسيقى من قبل ساشين-جيجار و تانيشك باجشي و بادشاه وغورو راندهاوا و غوريندر سيغال و هاراش أوبادياي، وتم إصدارها تحت راية تي سيريز.
تدور أحداث فيلم راقصة الشوارع 3D في لندن، ويستكشف الصراع بين فريق رقص هندي وفريق رقص باكستاني منافس، يحاول أعضاؤه إثبات أنفسهم كأفضل حتى يشاركوا في Ground Zero، إحدى أكبر مسابقات الرقص، بإرادات مختلفة؛ وفي ظل ظروف مختلفة وذكريات قاسية، يجتمعون للفوز بالمسابقة.
كان من المقرر في الأصل أن يكون الفيلم تكملة لفيلم ديزني ABCD 2 (2015)، ولكن تم حذف الفيلم من العنوان بسبب خروج ديزني من إنتاج الأفلام الهندية، وتمت إعادة تسميته إلى عنوانه الحالي بعد أن تولى بوشان كومار منصب المنتج. بدأ التصوير في فبراير 2019 في البنجاب، وانتقل لاحقًا إلى لندن وانتهى في يوليو 2019. تم إصدار الفيلم في دور العرض السينمائية في الهند في 24 يناير 2020.

## الحبكة
يصبح ساهيج سينغ نارولا (فارون داوان) زعيم فرقة رقصة الشوارع، وهي فرقة هيب هوب هندية مقرها لندن، بعد إصابة شقيقه إندير، الزعيم السابق، في ركبته في مسابقة رقص تسمى Ground Zero. بعد عامين من إصابة إندر، يشتري ساهيج استوديو للرقص، ويكون مصدر تمويله مخفيًا. يواجه رقصة الشوارع تحديًا من قبل كاسرو القواعد، وهي مجموعة هيب هوب باكستانية منافسة بقيادة إنايات نازي (شرادا كابور). تخفي إنايات أسلوب حياتها الهيب هوب عن عائلتها المسلمة المحافظة. تخسر فرقة رقصة الشوارع أمام فرقة كاسرو القواعد بسبب أسلوبهم المفرط. يشاهد الفريقان المتنافسان مباراة الكريكيت بين الهند وباكستان في مطعم يملكه رام براساد (برابهو ديفا). تؤدي التوترات المتزايدة إلى قتال طعام، حيث (حتى لا يتم القبض عليهما من قبل الشرطة) تظاهر الشخصيتان الرئيسيتان بأنهما واقعان في الحب. يطلب ساهيج من صديقته ميا تدريب رقصة الشوارع، حيث إنها راقصة في رويالز، وهو فريق رقص بريطاني حامل لقب مسابقة Ground Zero. يشاهد رقصة الشوارع وكاسرو القواعد المباراة النهائية بين الهند وباكستان في مطعم رامز. تتصاعد التوترات إلى معركة رقص، يفوز بها راقص الشارع المحسّن.
بعد معركة الرقص، تكتشف إينيات أن رام يطعم المهاجرين غير الشرعيين المشردين بقايا الطعام من مطعمه. يُظهر رام لإنايات كيف يكافح المشردون من خلفيات مختلفة معًا من أجل البقاء على قيد الحياة بينما تقاتل فرق الرقص المتميزة ضد بعضها البعض على الجنسية، مما يؤدي إلى هدر الطعام في هذه العملية. يتبين أنه أثناء حضوره حفل زفاف أحد أبناء عمومته في الهند، تعرض ساهيج لضغوط لإحضار مجموعة من عازفي الدهول بشكل غير قانوني إلى إنجلترا، وكانت نقطة التحول هي قيام وكيل عازفي الدهول المشبوه تشابرا بدفع 4 ملايين روبية لساهيج، والتي استخدمها ساهيج لشراء استوديو ستريت دانسر. تريد إينيات أن يفوز منتهكي القواعد بمنطقة جراوند زيرو للحصول على الجائزة الكبرى التي تبلغ قيمتها 100 ألف جنيه إسترليني لدفع تكاليف عودة المهاجرين المشردين إلى بلدانهم الأصلية. يريد ساهيج الفوز بـ Ground Zero لإندر. يذكر رام أنه إذا تعاون Street Dancer وRule Breakers، فلن يمكن إيقافهما، لكن الفريقين رفضا. بعد معركة رقص في النادي، يتم تجنيد ساهيج وثلاثة أعضاء من Street Dancer، Sushi، D وPoddy في Royals. في مطعم رام، يتفاخر ساهيج المتغطرس بشكل متزايد أمام كاسري القواعد بأنه لا يهزم باعتباره ملكيًا. في هذا الصدد، يكشف رام أنه أستاذ في الرقص ويقوم بتدريب فرقة Rule Breakers.
بعد الجولة الأولى من Ground Zero، يلتقي ساهيج بأمريندر، أحد عازفي الدهول الذين ساعد في إحضارهم إلى إنجلترا. يكشف أمريندر أن مجموعته تعرضت للخداع من قبل تشابرا وأنهم الآن يكافحون كمهاجرين غير شرعيين بلا مأوى، وغير قادرين على العودة إلى الهند. يتوسل إلى ساهيج للمساعدة، لكن ساهيج ينكر المسؤولية ويتخلى عنه. بعد معركة الدور نصف النهائي بين الفريق الملكي، يواجه الفريق عازفي الدهول المشردين في الشارع ويعاملهم بطريقة غير محترمة. يقبل ساهيج أخيرًا عواقب أفعاله ويرى كيف يمكن لجهود إنايات أن تساعد لاعبي الدهول الذين ظلمهم. عندما يقترب منتهكي القواعد من الإقصاء، يستسلم ساهيج لذنبه ويثور ضد العائلة المالكة. ينضم Street Dancer إلى فريق Rule Breakers للتقدم إلى النهائيات ضد Royals. تكتشف عائلة إنايات المحافظة أنها راقصة وتمنعها من المنافسة. ومع ذلك، يقنعهم ساهيج أنه على الرغم من أن نمط حياة الهيب هوب الذي تتبعه إنايات لا يتوافق مع عاداتها الدينية، فإن الخير الذي تجلبه للعالم من خلال رقصها هو خير إلهي وصالح أخلاقياً. يسمح لها والدها بالرقص في النهائيات، ويتنافس الفريقان تحت اسم Street Dancer. أثناء أداء Street Dancer، يقوم أحد أعضاء Royals بإيقاف الموسيقى الخاصة بهم. على الرغم من أن Street Dancer قد يخسر أمام Royals تقريبًا، إلا أن عازفي الدهول يؤدون الموسيقى الحية. ومع ذلك، يكتشف مارك أن أحد أعضاء فريقه قام بإزالة الموسيقى ويطلب من زميله إعادة الموسيقى. يفوز Street Dancer بالمسابقة، ويحصل على احترام العائلة المالكة. وباستخدام أموال الجائزة، يرسلون المهاجرين غير الشرعيين المشردين، بما في ذلك عازفي الدهول، إلى وطنهم، بينما يبدأ ساهيج وإنايات علاقة.

## إنتاج
تم تصوير الجدول الأول من الفيلم في البنجاب مع داوان وباجوا وخورانا. وفي وقت لاحق، أقيم الجدول الثاني في لندن مع بقية الفريق بما في ذلك كابور وفاتحي. كانت كاترينا كايف هي الاختيار الأصلي للدور الرئيسي، لكنها انسحبت، وبعد ذلك بوقت طويل، انضم كابور إلى فريق التمثيل. أثناء جدول التصوير في شهر مايو، عانت من تشنج عضلي. تم الانتهاء من تصوير الفيلم في 26 يوليو 2019.

## التسويق والاصدار
تم الكشف عن الملصق الأول لداوان في الفيلم في 27 مايو، مع تاريخ الإصدار. وفي الملصق، تم توضيح أن الفيلم سيتم إصداره في 24 يناير 2020.

## الموسيقى التصويرية
موسيقى الفيلم من تأليف ساشين جيجار، تانيشك باجشي، بادشاه، غورو راندهاوا، جوريندر سيجال وهارش أوبادهياي بينما كلمات الأغاني كتبها كومار، بريا سارايا، جورو راندهاوا، بادشاه، جيجار سارايا، تانيشك باجشي، فايو، آي بي سينغ، بهارجاف بوروهيت. وكونال فيرما وغاري ساندو وشبير أحمد وسمير أنجان وميليند جابا وأسلي جولد.
أغنية "مقبلة" من الفيلم التاميل كذلان، والتي كانت مدبلجة باللغة الهندية باسم همسي هاي مقبلة، كانت في الأصل من ألحان أي.أر. رحمان، كلمات فالي باللغة التاميلية وبي كيه ميشرا باللغة الهندية وغناها مانو وسوارنالاتا، ثم تم إعادة إنشائها بواسطة تانيشك باجي. تم استخدام نسخة من الأغنية في البداية للترويج لألبوم ABCD: أي شخص يستطيع الرقص.
الأغنية الثالثة "Illegal Weapon 2.0" هي إعادة إنتاج للأغنية البنجابية المنفردة "Illegal Weapon" التي تضم Jasmine Sandlas وGarry Sandhu، والتي أعاد Bagchi إنتاجها.
الأغنية الخامسة Lagdi Lahore Di هي إعادة إنتاج لأغنية " Lahore " الأكثر مشاهدة لـ Guru Randhawa، والتي أعاد إنتاجها Randhawa نفسه بالتعاون مع Sachin–Jigar.
الأغنية السادسة "هندوستاني" هي إعادة إنتاج لأغنية "سونو جور سي دنيا والو" من ألحان شانكار-إحسان-لوي، كلمات سمير أنجان وغناها شانكار ماهاديفان، أوديت نارايان، ماهالاكشمي إيير، دومنيك، وأعاد صياغتها هارش. أوبدهياي.
الأغنية السابعة Bezubaan Kab Se هي إعادة إنتاج لأغنية "Bezubaan" من ABCD: أي شخص يستطيع الرقص، والتي أقامتها شركة يو تي في مويشن بيكتشرز. بعد شراء الحقوق، تم كتابة كلمات النسخة الجديدة بواسطة جيجار سارايا، نصف الثنائي الملحن ساشين-جيجار، الذي قام أيضًا بتأليف الأغنية الأصلية، والتي كانت كلماتها من تأليف مايور بوري.
الأغنية الحادية عشرة Sip Sip 2.0، وهي أغنية ترويجية، هي إعادة إنتاج للأغنية البنجابية المنفردة "Sip Sip"، والتي أعاد Bagchi إنتاجها.
الأغنية النهائية، Mile Sur، هي إعادة صياغة للأغنية الشعبية التي تحمل نفس الاسم والتي تروج للتكامل الوطني في الهند وتبث بانتظام في أيام الأعياد الوطنية، وقد ألفها في الأصل أشوك باتكي مع كتابة بيوش باندي للكلمات الهندية الأصلية. تم تأليف الأغنية بواسطة ساشين-جيجار، وكانت كلمات النسخة المعاد صياغتها من الأغنية من تأليف سارايا بالتعاون مع فايو وآي بي سينغ.
| #   | عنوان                | المدة |
| --- | -------------------- | ----- |
| 1.  | "Muqabla"            | 2:56  |
| 2.  | "Garmi"              | 3:02  |
| 3.  | "Illegal Weapon 2.0" | 3:08  |
| 4.  | "Dua Karo"           | 4:29  |
| 5.  | "Lagdi Lahore Di"    | 3:35  |
| 6.  | "Hindustani"         | 2:26  |
| 7.  | "Bezubaan Kab Se"    | 4:31  |
| 8.  | "Pind"               | 5:36  |
| 9.  | "Nachi Nachi"        | 3:19  |
| 10. | "Gann Deva"          | 4:01  |

## شباك التذاكر
حقق فيلم راقصة الشوارع 3D إيرادات بلغت 10.26 كرور  في شباك التذاكر المحلي في يوم افتتاحه. في اليوم الثاني، جمع الفيلم 13.21 كرور . في اليوم الثالث، جمع الفيلم  كرور روبية، ليصل إجمالي إيرادات عطلة نهاية الأسبوع الافتتاحية إلى 41.23  روبية.
اعتبارًا من 28 فبراير 2020, with a gross of 81.29 crore in India and 15.71 crore overseas, the film has a worldwide gross collection of 97 crore.

## روابط خارجية
- مقالات تستعمل روابط فنية بلا صلة مع ويكي بيانات